# Frankrigs skakforbund
Frankrigs skakforbund (fransk: Fédération Française des Échecs, forkortet FFE) er det nationale skakforbund i Frankrig, stiftet i 1921. Forbundet har hovedsæde i Saint-Quentin-en-Yvelines. Forbundet er medlem af det internationale skakforbund FIDE. Formand er Diego Salazar.

## Ekstern henvisning
- Officiel hjemmeside Arkiveret 15. september 2008 hos  Wayback Machine (fransk)